# Gladwyne
Gladwyne es una comunidad suburbana en el condado de Montgomery, Pensilvania, Estados Unidos. Su población era de 4.050 habitantes según el censo del 2000.

## Historia
Gladwyne comenzó como un asentamiento de cuáqueros galeses en 1682. Se encuentra en la proximidad del  Welsh Tract, y anteriormente era conocido como "Merion Square". Su nombre actual es de 1891 con el propósito de imitar los nombres galeses de las localidades del entorno, aunque su nombre no tiene significado alguno en galés.
Poco después de la guerra civil estadounidense, la gente acomodada de Filadelfia empezaron a descubrir los encantos de Gladwyne, estableciendo aquí sus casas de verano.

## Geografía
Según la Oficina del Censo de los Estados Unidos, la comunidad tiene un área total de 12,8 km², todo tierra.

## Educación

### Colegios Públicos
Los alumnos que viven en Gladwyne acuden al colegio de Lower Merion School District, a menos que vayan a un colegio privado.

### Colegios privados
El Gladwyne Montessori School es un colegio privado, desde preescolar hasta 6.º grado de escolarización localizado en el 920 Youngsford Road en Gladwyne, pasando el Gladwyne Park.

## Personas destacadas
- Henry H. Arnold -  General de las Fuerzas Aéreas del Ejército de los Estados Unidos.
- M. Night Shyamalan - Famoso director de cine (ganador de dos premios Óscar por The Sixth Sense)
- Teddy Pendergrass - Cantante de R&B
- Kyle Korver - Jugador de baloncesto de los Philadelphia 76ers

## Puntos de interés
- Fundación Henry para Investigaciones Botánicas.